# Sosias (Töpfer)

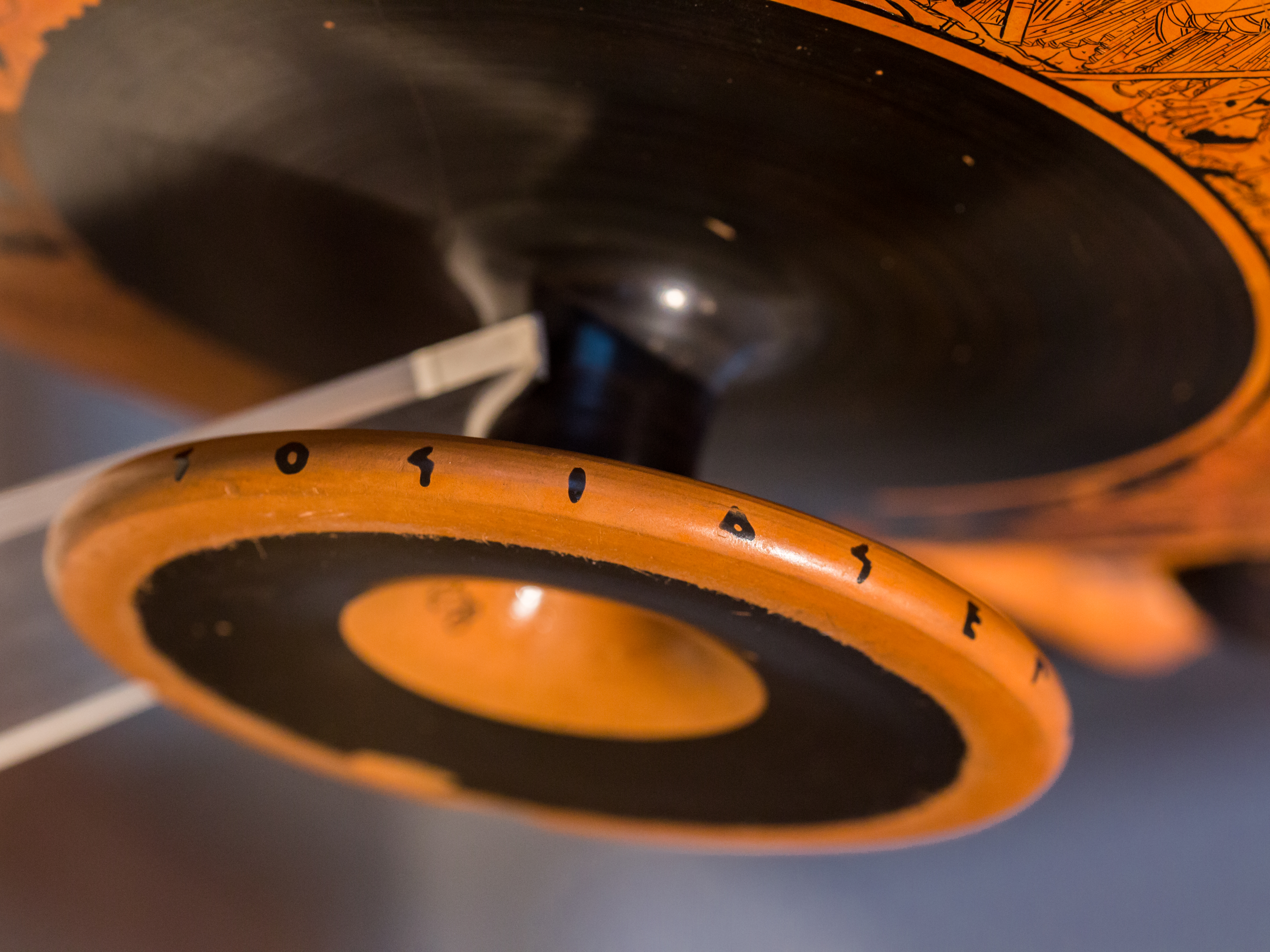
Signatur des Sosias

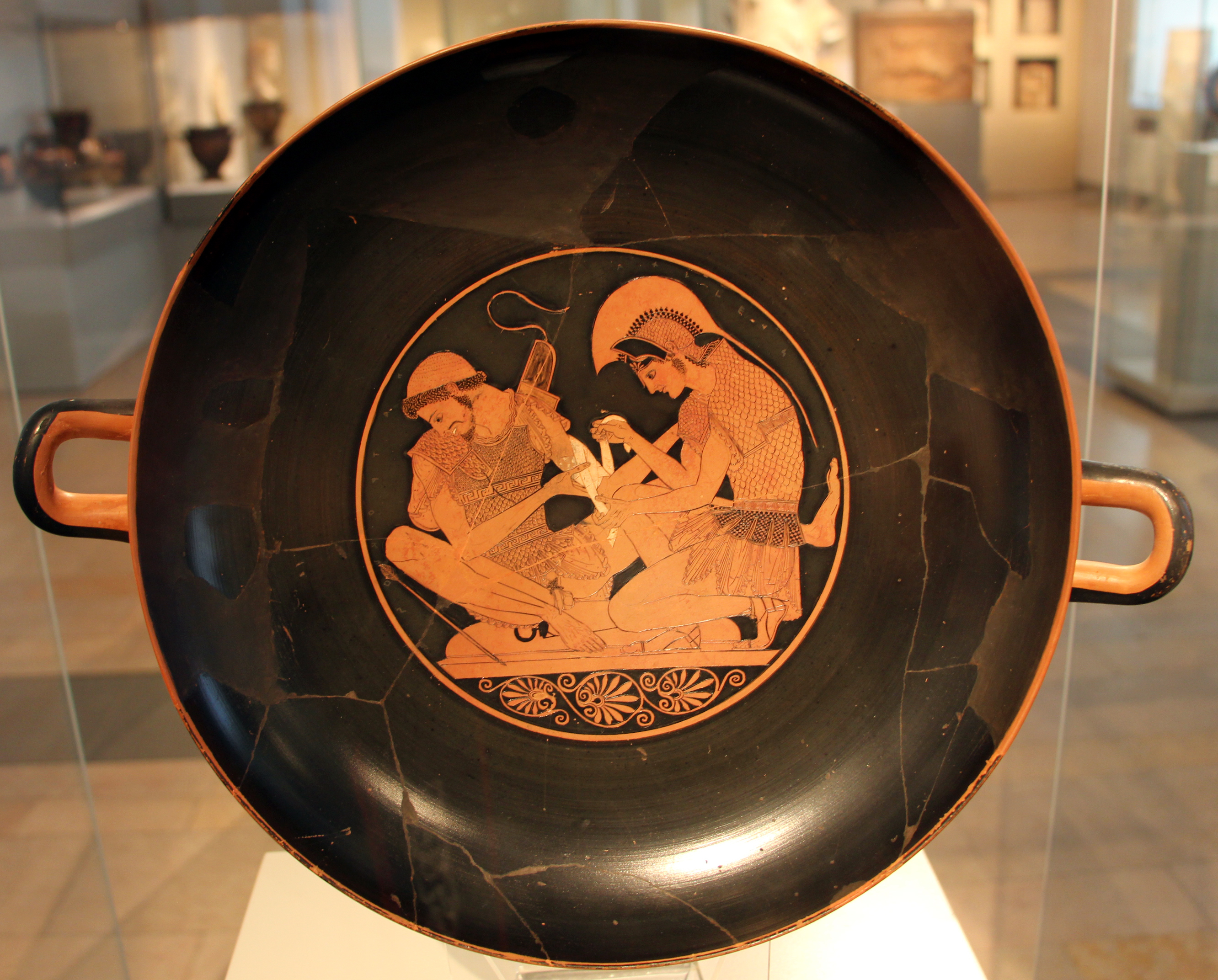
Signierte Schale des Sosias, Berlin, Antikensammlung F 2279: Achilleus verbindet seinen Freund Patroklos

Sosias (Σωσίας, Signatur ΣΟΣΙΑΣ ΕΠΟΙΕΣΕΝ) war ein antiker griechischer Töpfer, tätig in Athen um 500 v. Chr. 
Von ihm haben sich zwei signierte Werke erhalten, eine Schale (Sosias-Schale) und ein Untersatz („standlet of sosian type“), die sich beide in der Berliner Antikensammlung befinden. Der Maler dieser beiden Arbeiten ist namentlich nicht bekannt und wird darum als Sosias-Maler bezeichnet.